# Brandon Freeman
Brandon Freeman (Greenwood, 27 januari 1983) is een Amerikaans voormalig basketballer.

## Carrière
Freeman speelde collegebasketbal voor de Chipola Junior College en Arkansas-Little Rock Trojans tussen 2001 en 2005. Hij werd in 2005 gekozen als 60e in de NBA D-League Draft door de Arkansas RimRockers. Hij speelde in 2005 voor de Arkansas ArchAngels uit de World Basketball Association en daarna in 2006 voor de Arkansas RimRockers uit de NBA Development League. In 2006 tekende hij in de Belgische competitie bij Gent Dragons. Hij speelde de volgende drie seizoenen bij Gent en maakte in 2009 de overstap naar RBC Verviers Pepinster.
Na een seizoen ging hij spelen voor de Leuven Bears waar hij twee seizoenen speelde. Van 2012 tot 2013 speelde hij in Japan bij de Shimane Susanoo Magic. Hij keerde in 2014 terug naar de Belgische competitie bij RBC Verviers Pepinster. In 2016 tekende hij in de Marokkaanse competitie bij MCO Mouloudia Oujda. Van 2017 tot 2019 speelde hij nog twee seizoenen voor de Gent Hawks in de tweede klasse.